# トランプ高原
トランプ高原（トランプこうげん、ヘブライ語: רמת טראמפ, ヘブライ語ラテン翻字: Ramat Trump、ヘブライ語発音: [ʁaˈmat ˈtʁamp]）は、ゴラン高原中部にあるユダヤ人入植地。アメリカのドナルド・トランプ大統領にちなんで命名された。ゴラン地域評議会の管轄下にある。

## 場所
トランプ高原は、ケラ・アロン集落の東側に位置する。この地には、かつてバールーフ集落が存在していた。バールーフ集落は、ケラ・アロンが将来的に拡張することを見越して建設された集落であり、現在も少数の居住者が存在している。
トランプ高原のごく近くには石油道路が走っている。この道路の東側がトランプ高原、西側がケラ・アロンとなっている。

## 歴史
イスラエル政府は2019年6月16日、ゴラン高原の北西にあるケラ・アロンにごく近いバールーフの放棄された集落について、新たな入植地とすることを宣言した。
そしてイスラエルに対する大きな支持とゴラン高原に関するイスラエルの主権を認めたアメリカのドナルド・トランプ大統領に感謝の気持ちを示すため、この入植地を「トランプ高原」と命名した。
ベンヤミン・ネタニヤフ首相は、次の声明を発表した。
ネタニヤフ首相は併せて、トランプ高原への入植の第一陣として、110戸を計画していると述べた。
アメリカの大統領にちなんだ命名は、世界に先駆けてイスラエルを国家承認したハリー・S・トルーマンに由来するクファル・トルーマン以来の出来事であった。
この命名に対してトランプは「ネタニヤフ首相とイスラエルよ、偉大な栄誉をありがとう！」とツイートした。